# Virgen del canónigo Van der Paele
La Virgen del canónigo Van der Paele (en neerlandés, Madonna met kanunnik Joris van der Paele) es una pintura religiosa realizada en óleo sobre tabla por Jan van Eyck en 1436. Actualmente está expuesta en el Museo Groeninge en Brujas (Bélgica). La obra lleva como número de inventario el O.161 y mide 122,1 cm de alto por 157,8 cm de ancho. Es una de las cuatro obras de Jan van Eyck conservadas en una colección belga y, después del Políptico de Gante, la más grande de las pinturas obras de Jan van Eyck que se conservan.
Esta tabla tiene una posición muy particular en la historia de la pintura occidental, al tratarse de uno de los más tempranos ejemplos del género denominado sacra conversazione (sagrada conversación): una pintura en la que se representa a la Virgen con el Niño junto con dos o más santos, representados de una manera realista como si estuvieran manteniendo una conversación cotidiana; y junto a ellos, a veces, los donantes de la obra, dentro de la misma escena, pero en una posición subordinada, como orantes.

## Firma y fecha
Como muchas otras pinturas de Jan van Eyck, esta también ha sido firmada y datada en el marco. Toda la expresión en latín contempla no solo la fecha y la firma del artista, sino que también se relaciona con lo que la pintura representa, quien es el comitente y el lugar para el cual se pretendía: HOC OP[US] FECIT FIERI MAG[ISTE]R GEORGI[US] DE PALA HUI[US] ECCLESIAE CANONI[CUS] P[ER] JOHANNE[M] DE EYCK PICTORE[M] - ET FUNDAVIT HIC DUAS CAPELL[AN]IAS DE GR[EM]IO CHORI DOMINI - M°CCCC°XXXIIIJ° C[OM]P[LE]T[UM] AU[TEM] 1436. Esto es, Señor Joris van der Paele, canónigo de esta iglesia, encargó esta obra del pintor Johannes van Eyck y fundó dos capellanías en la parte del coro, 1434. Acabado sin embargo en 1436.)
Esta fecha está de acuerdo con otros documentos históricos. Joris van der Paele fue un canónigo del capítulo de Sint-Donaas (San Donaciano), que estableció una donación para la catedral de San Donaciano de Brujas. De las fuentes también se infiere que la obra estaba destinado a colocarse en los alrededores del sepulcro del donante. La pintura tenía cierta función funeraria. La obra era una memoria permanente a la fundación que estableció el comitente, y pretendía exhortar a hablar en la memoria de los muertos. Semejante pintura cerca de un sepulcro (hasta finales del siglo XVIII la gente pudiente se enterraba en la iglesia) evoca un epitafio. La Virgen del canónigo Van der Paerle tiene una clara función memorial, pero no es seguro que la tuviera en exclusiva o que llegara a desempeñarla totalmente.

## Contenido

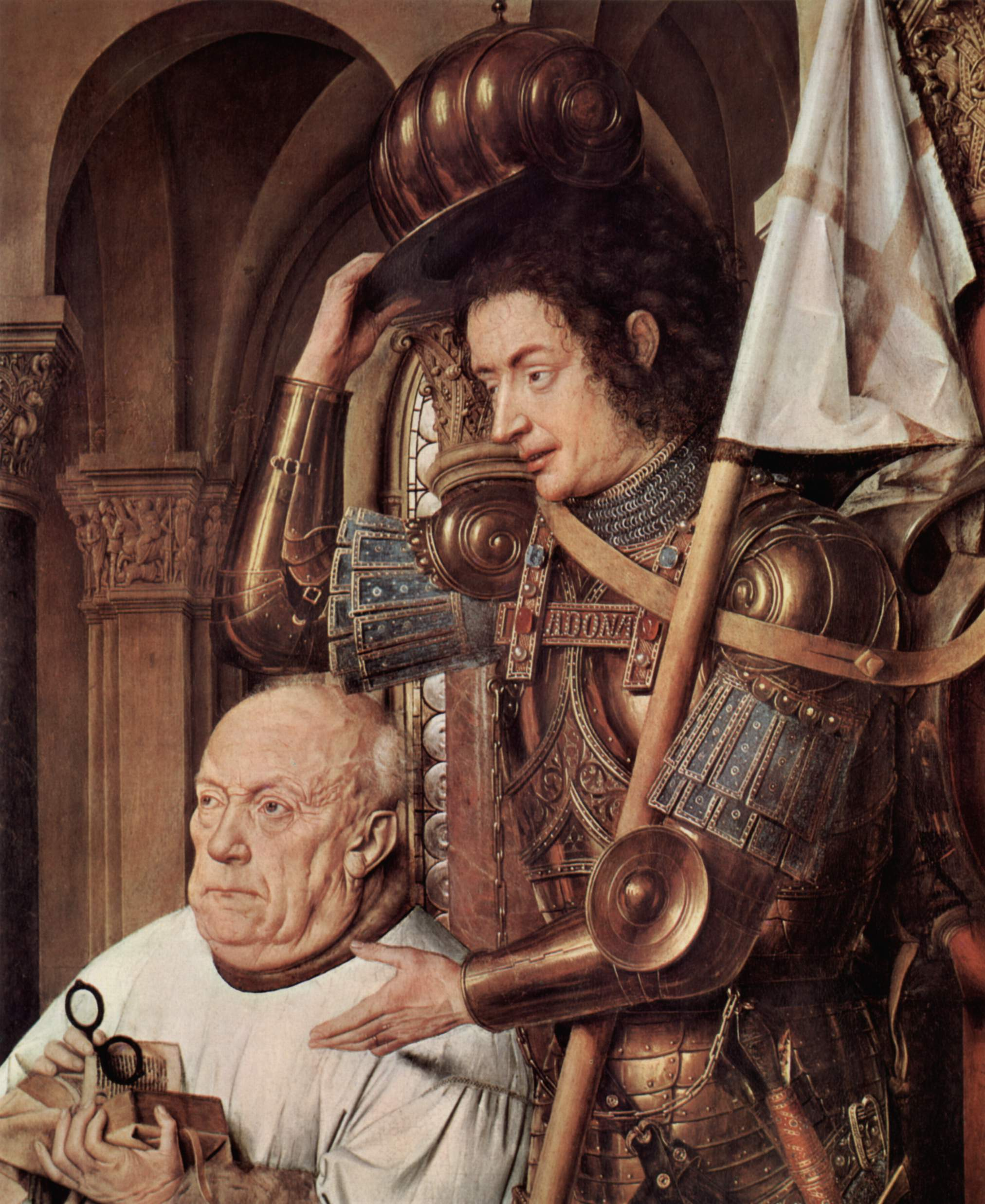
Detalle: el canónigo Van der Paele presentado por San Jorge.

Es un cuadro religioso pintado al óleo sobre tabla, pero como aparece el comitente o donante, también puede ser considerado un retrato. A diferencia de la Virgen del Canciller Rolin, es una pintura más convencional en la que el comitente o donante aparece, si no de menor tamaño, al menos no se dirige directamente a la Virgen sin intermediarios, sino que aparece presentado por un santo, el de su nombre (San Jorge). El canónigo Joris Van der Paele (1370 aprox.-1443), envejecido, vistiendo de blanco, se arrodilla a la izquierda del trono de María. Ha abierto un libro de oraciones y lleva unos quevedos, signo de riqueza y de erudición, en sus manos. Al otro lado está el arzobispo Donaciano de Reims, patrón del capítulo y de la ciudad de Brujas. Tanto Donaciano como Jorge actúan como intermediarios entre el canónigo Van der Paele y la Virgen. Debido a esto la pintura es frecuentemente descrita como una sagrada conversación. 

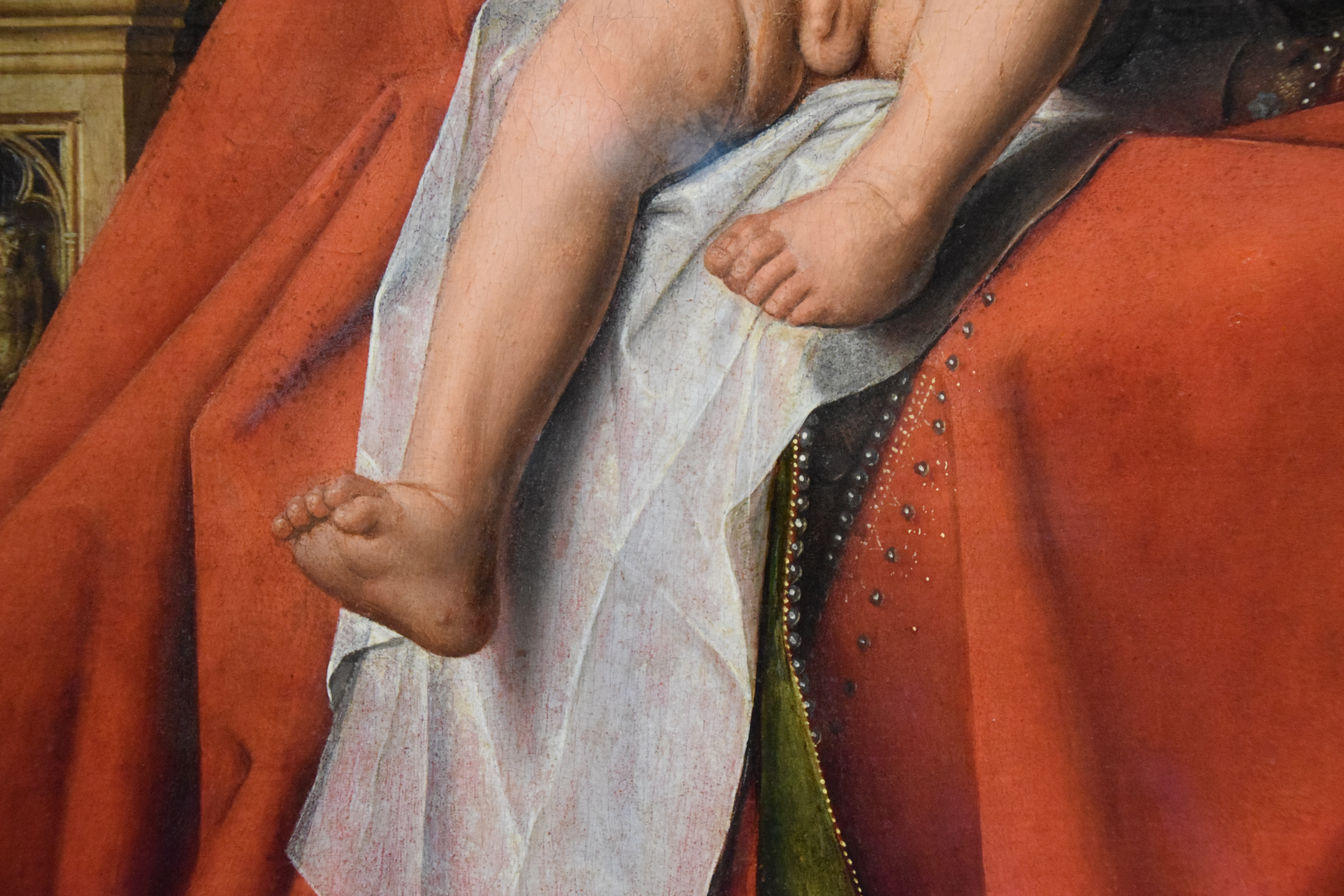
Detalle: la Virgen con el niño

Entre ellos, y como centro del cuadro, la Virgen con Niño entronizada. La Virgen lleva un manto rojo y tiene al Niño en su regazo. Cada detalle de la obra tiene un sentido simbólico y es adecuado en un esquema teológico general. La rueda con las velas encendidas que lleva san Donaciano se refieren a un milagro de su juventud, pues le salvó de perecer ahogado. En su otra mano lleva una cruz. Se transmite un mensaje de «Cristo está entre nosotros». En el trono de María están tallados pasajes del Antiguo Testamento que prefiguran la crucifixión y la resurrección de Cristo. 

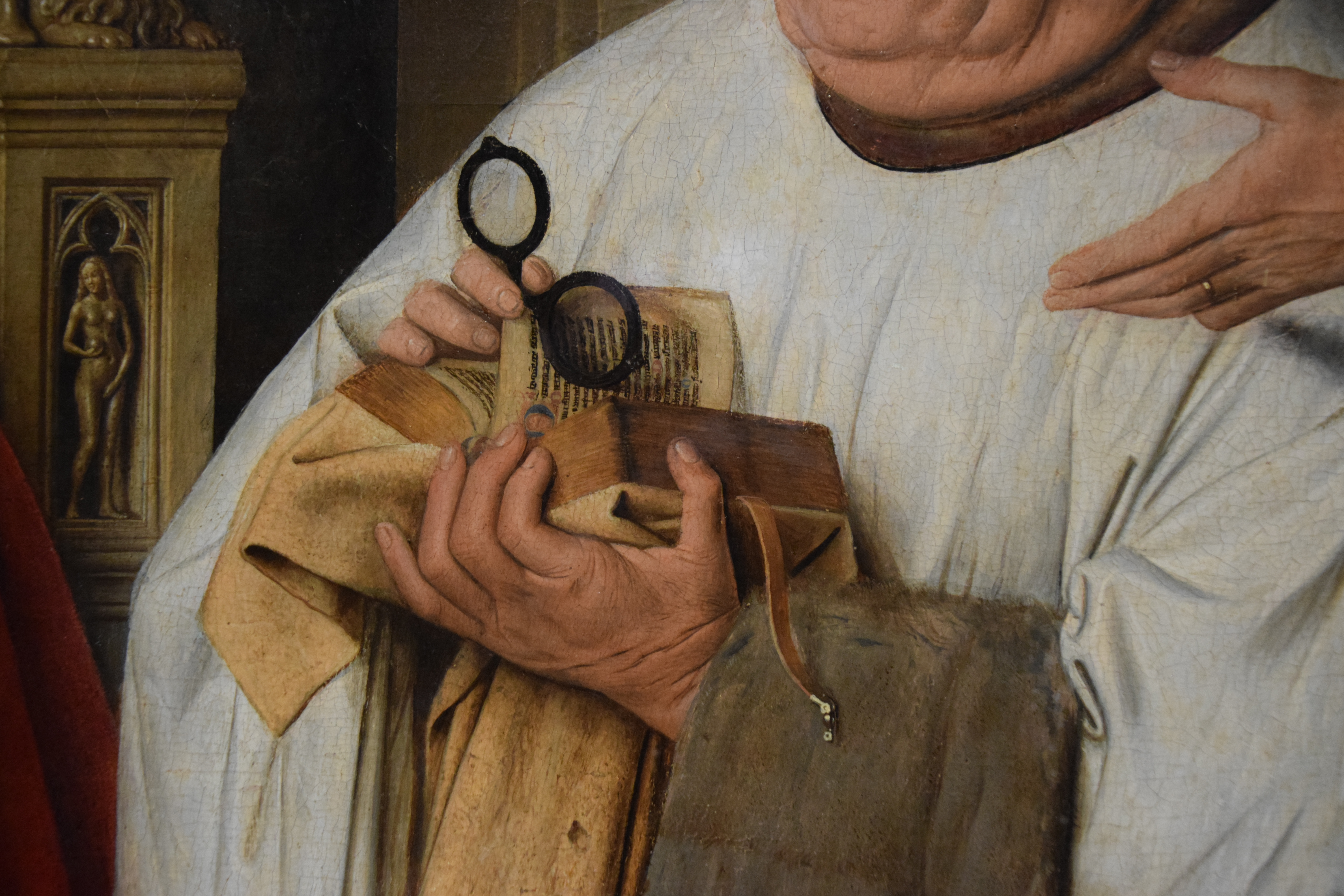
Detalle: el canónigo Van der Paele

Jan van Eyck ha empleado aquí su asombrosa técnica al servicio del simbolismo de la obra. El manto rojo de la Virgen se refleja en la brillante armadura de San Jorge. Este reflejo tiene también una alusión simbólica a María como «inmaculado espejo de Dios» (SPECULUM SINE MACULA DEI MAIESTATIS). Lo mismo que en el Retrato de Giovanni Arnolfini y su esposa Jan se muestra aquí como un artista muy confiado en sí mismo, de una manera indirecta. Su silueta está, según resulta, reflejada en el escudo brillante que San Jorge lleva a la espalda. Está pintando la escena en su caballete y lleva un sombrero rojo similar al de su probable autorretrato, Retrato de hombre con turbante.